# Цісарівна і королева Марія Терезія (крейсер)
Панцерний крейсер «Цісарівна і королева Марія Терезія» (нім. SMS Kaiserin und Königin Maria Theresia) входив до Військово-морських сил Австро-Угорщини. Крейсер призначався для захисту основних сил флоту і розвідки. Це був перший панцерний крейсер флоту, який став прототипом для крейсера "Кайзер Карл VI ". Крейсер був озброєний таранним форштевнем.

## Історія

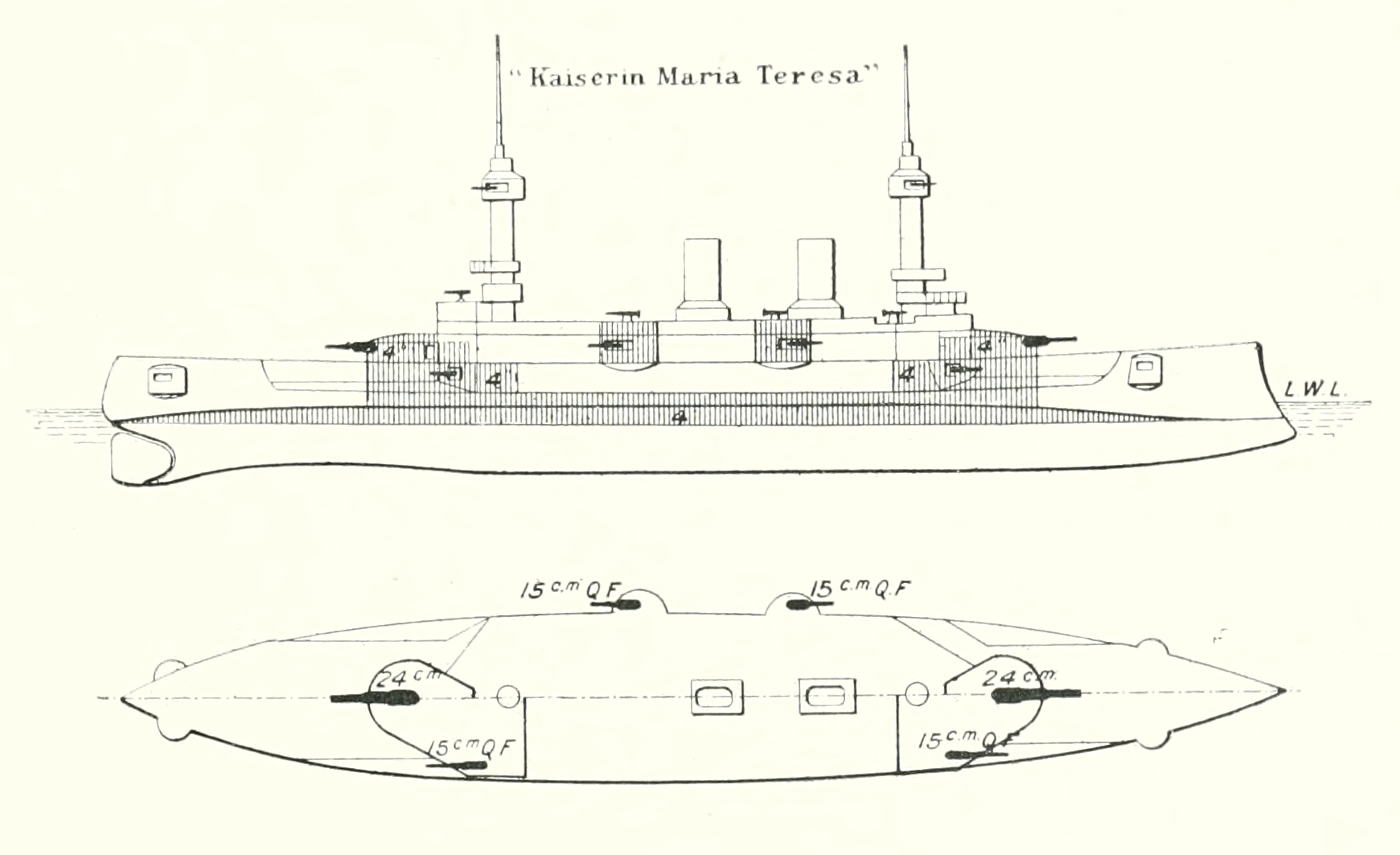
Схема озброєння і захисту крейсера

Він планувався як третій торпедний крейсер класу «Кайзер Франц Йосиф І». Під час проектування стало зрозумілим, що цей клас крейсерів морально застарів, тому водотоннажність нового крейсера збільшили на 1000 т, встановили потужніші парові машини, середню артилерію та панцирі бортів. За концепцією французького крейсера «Дюпюї-де-Лом» крейсер повинен був бути меншим і дешевшим за панцерник, але озброєним важкою артилерією, придатною для боротьби з ними.
Для проектування і будівництва крейсера спочатку розглядали п'ять фірм Британії (Cammel Laird, Vickers-Armstrong, Fairfield, Napier i Thomson), але зрештою вибрали австрійську верф у Трієсті. Гармати великого калібру фірми Круппа вперше отримали електропривод замість гідравлічного. Вартість крейсера становила 7,5 млн крон, що на 25‰ перевищувало сумарну вартість двох крейсерів класу «Кайзер Франц Йосиф І». На 1910 крейсер застарів і його не планували використовувати для бойових дій, перетворивши на навчальний корабель. 240-мм гармати головного калібру з коротким дулом замінили на 190-мм гармати фірми «Шкода», як і гармати малого калібру, замінено бойові щогли.
У березні 1895 крейсер зачислили до складу флоту, як флагман дивізіону крейсерів. Після літніх навчань крейсер відвідав цісар Франц Йосиф I і з частиною дивізіону він взяв участь у відкритті Кільського каналу. У 1897 він брав участь у блокаді острова Крит. Наступного року його вислали на Кариби через іспано-американську війну, а 1900–1901 до Китаю. У 1911–1913 крейсер перебував у водах Леванту, звідки у листопаді 1912 був залучений до І балканської війни. Морально застарілий крейсер виконував роль корабля оборони порту Пули (1914–1916). 31 січня 1917 крейсер роззброїли, використавши його гармати у бойових діях на суші. Вже 7 лютого 1917 крейсер вивели зі складу флоту, використовуючи як блокшив — казарму екіпажів німецьких підводних човнів.
Після війни крейсер передали Британії (1920), яка продала його через два роки до Італії, де на верфі острова Ельба його порізали на металобрухт.